# Zvjezdasti kaktusi
Zvjezdasti kaktusi (astrofitum, lat. Astrophytum) su rod kaktusa iz Meksika i juga SAD-a koji sadrži četiri vrste.

## Obilježja
Zvjezdasti kaktusi imaju stabljiku kuglastog ili polukuglastog oblika, a neki sa starošću poprime i valjkasti oblik. Stabljika ima jasno izražena rebra na kojima se nalaze vunaste areole iz kojih kod nekih vrsta rastu bodlje, dok neke vrste uopće nemaju bodlje. Rastu sporo.
Cvjetovi su ljevkastog oblika, a rastu pojedinačno na vrhu biljke. Žute su boje, a kod nekih vrsta središte je crvenkasto. Pojavljuju se tijekom ljeta, a otvaraju se danju.
Kasnije se formiraju zeleni ili crveni plodovi koji sadrže sjemenke crne ili smeđe boje.

## Rasprostranjenost
Južni Teksas (SAD), sjeverni i središnji Meksiko.

## Stanište
Suha i polupustinjska područja.

## Ugroženost
Kao i većina kaktusa, zvjezdaste kaktuse ugrožava ilegalno sakupljanje za potrebe tržišta kaktusima, te uništavanje prirodnog staništa. IUCN je kategorizirao zvjezdastog kaktusa (A. asterias) kao osjetljivu vrstu (VU).

## Uzgoj
U područjima gdje temperature padaju ispod 10 °C ove kaktuse treba držati barem dio godine na zaštićenom prostoru, a u toplijim područjima u pustinjskom vrtu. Osjetljivi su na mraz i preveliku količinu vode.
U stakleniku ili kući uzgajaju se u standardnom kompostu za kaktuse s dodatkom drobljenog vapnenca. 
Trebaju jaku svjetlost, ali direktno sunce kroz staklo im može štetiti. 
U razdoblju rasta treba ih zalijevati umjereno, a tijekom zime kada su u razdoblju mirovanja ne smije ih se uopće zalijevati. Od sredine proljeća do kasnog ljeta potrebno ih je prihranjivati jednom mjesečno s tekućim gnojivom koje sadrži manju količinu dušika.
Razmnožava ih se sjemenom, koje se sije u rano proljeće na temperaturi od 21 °C.

## Vrste
1. Astrophytum asterias (Zucc.) Lem., zvjezdasti kaktus
2. Astrophytum capricorne (A.Dietr.) Britton & Rose, kaktus kozji rog
3. Astrophytum caput-medusae (Velazco & Nevárez) D.R.Hunt
4. Astrophytum coahuilense (H.Moeller) Kanfer
5. Astrophytum myriostigma Lem., biskupska kapa
6. Astrophytum ornatum (DC.) Britton & Rose, redovnička kukljica